# Més falses aparences
Més falses aparences (títol original: The Whole Ten Yards) és una pel·lícula estatunidenca dirigida per Howard Deutch, estrenada l'any 2004. Ha estat doblada al català.

## Argument
Gràcies al seu ex-veí, Nicholas " Oz " Oseransky, que li ha proporcionat un dossier dental a mig arreglar, Jimmy " La Tulipa " Tudeski, assassí a sou, ara porta una vida tranquil·la i anònima.

## Repartiment
- Bruce Willis: Jimmy Tudeski « Jimmy la Tulipa »
- Matthew Perry: Nicholas « Oz » Oseransky
- Amanda Peet: Jill St. Claire
- Kevin Pollak: Lazlo Gogolak
- Natasha Henstridge: Cynthia Oseransky
- Frank Collison: Strabo
- Johnny Messner: Zevo
- Silas Weir Mitchell: Yermo
- Tasha Smith: Jules « Julir » Figueroa